# Elezioni presidenziali nelle Filippine del 2016
Le elezioni presidenziali nelle Filippine del 2016 si tennero il 9 maggio per l'elezione del Presidente e del Vicepresidente; ebbero luogo contestualmente alle elezioni parlamentari, alle elezioni governatoriali (per i governatori, i vicegovernatori e i consigli provinciali delle 81 province e della Regione Autonoma nel Mindanao Musulmano) e alle elezioni comunali (per i sindaci, i vicesindaci e i consigli comunali delle 145 città e di 1.489 comuni).

## Contesto

### Calendario
Il 18 agosto 2015 la Commissione per le Elezioni delle Filippine pubblicò il calendario relativo alle elezioni del 9 maggio 2016:
| Attività                                                                                    | Inizio                             | Fine                                  | Intervallo      |
| ------------------------------------------------------------------------------------------- | ---------------------------------- | ------------------------------------- | --------------- |
| Registrazione degli elettori                                                                | 6 maggio 2014                      | 31 ottobre 2015                       | 15 mesi e mezzo |
| Svolgimento di convenzioni politiche                                                        | 12 settembre 2015                  | 30 settembre 2015                     | 25 giorni       |
| Presentazione delle candidature                                                             | 12 ottobre 2015                    | 16 ottobre 2015                       | 5 giorni        |
| Periodo di elezioni                                                                         | 10 gennaio 2016                    | 15 giugno 2016                        | 6 mesi          |
| Campagne elettorali per il presidente, il vice presidente, i senatori e le liste elettorali | 9 febbraio 2016                    | 7 maggio 2016                         | 3 mesi          |
| Campagne elettorali per i rappresentanti congressuali e politici locali                     | 26 marzo 2016                      | 7 maggio 2016                         | 1 mese e mezzo  |
| Divieto di campagna per rispetto della settimana santa                                      | 24 marzo 2016                      | 25 marzo 2016                         | 2 giorni        |
| Voto a distanza per i cittadini all'estero (OFW)                                            | 9 aprile 2016                      | 9 maggio 2016                         | 1 mese          |
| Voto a distanza per i cittadini locali                                                      | 27 aprile 2016                     | 29 aprile 2016                        | 3 giorni        |
| Silenzio elettorale                                                                         | 8 maggio 2016                      | 9 maggio 2016                         | 2 giorni        |
| Giorno dell'elezione                                                                        | 6:00 del mattino del 9 maggio 2016 | 5:00 del pomeriggio del 9 maggio 2016 | 11 ore          |
| Mandato per i politici locali ed i rappresentanti congressuali vincenti                     | 30 giugno 2016                     | 30 giugno 2019                        | 3 anni          |
| Mandato per il Presidente, il Vicepresidente ed i Senatori vincenti                         | 30 giugno 2016                     | 30 giugno 2022                        | 6 anni          |
| Prima sessione del 17º Congresso e State of the Nation Address                              | 25 luglio 2016                     | 25 luglio 2016                        | N.D.            |

### Campagna elettorale

#### Dibattiti
La Commissione per le Elezioni confermò l'organizzazione di quattro dibattiti, tre per la carica di Presidente ed uno per quella di Vicepresidente, tra i mesi di febbraio ed aprile. Ciò ne sancì il ritorno dopo 24 anni: l'ultima volta che si ricorse a dei dibattiti fu in occasione delle elezioni del 1992. 
I quattro dibattiti furono chiamati con il nome di PiliPinas Debates 2016:
| Carica         | Data             | Media partner                              | Luogo        | Luogo          | Luogo                                   |
| -------------- | ---------------- | ------------------------------------------ | ------------ | -------------- | --------------------------------------- |
| Presidente     | 21 febbraio 2016 | GMA Network e Philippine Daily Inquirer    | Mindanao     | Cagayan de Oro | Università Capitol                      |
| Presidente     | 20 marzo 2016    | TV5, Philippine Star e BusinessWorld       | Visayas      | Cebu City      | Università delle Filippine Cebu College |
| Presidente     | 24 aprile 2016   | ABS-CBN e Manila Bulletin                  | Luzon        | Dagupan        | Università di Pangasinan                |
| Vicepresidente | 10 aprile 2016   | CNN Philippines, Rappler e Business Mirror | Metro Manila | Manila         | Università di Santo Tomás               |

La rete televisiva ABS-CBN organizzò un secondo dibattito vicepresidenziale, noto come Harapan ng Bise.
| Carica         | Data           | Media partner | Luogo        | Luogo       | Luogo                       |
| -------------- | -------------- | ------------- | ------------ | ----------- | --------------------------- |
| Vicepresidente | 17 aprile 2016 | ABS-CBN       | Metro Manila | Quezon City | ABS-CBN Broadcasting Center |

## Risultati

### Elezioni per il Presidente
| Candidati                | Partiti                                | Voti       | %     |
| ------------------------ | -------------------------------------- | ---------- | ----- |
| Rodrigo Duterte          | Partito Democratico delle Filippine    | 16 601 997 | 38,99 |
| Mar Roxas                | Partito Liberale delle Filippine       | 9 978 175  | 23,43 |
| Grace Poe                | Indipendente                           | 9 100 991  | 21,37 |
| Jejomar Binay            | Alleanza Nazionalista Unita/NP         | 5 416 140  | 12,72 |
| Miriam Defensor Santiago | Partito Riformista Popolare            | 1 455 532  | 3,42  |
| Roy Señeres              | Partito dei Contadini e dei Lavoratori | 25 779     | 0,06  |
| Totale                   | Totale                                 | 42 578 614 | 100   |

### Elezioni per il Vicepresidente
| Candidati           | Partiti                          | Voti       | %     |
| ------------------- | -------------------------------- | ---------- | ----- |
| Leni Robredo        | Partito Liberale delle Filippine | 14 418 817 | 35,11 |
| Ferdinand Marcos Jr | Indipendente                     | 14 155 344 | 34,47 |
| Alan Peter Cayetano | Indipendente                     | 5 903 379  | 14,38 |
| Francis Escudero    | Indipendente                     | 4 931 962  | 12,01 |
| Antonio Trillanes   | Indipendente                     | 868 501    | 2,11  |
| Gregorio Honasan    | Alleanza Nazionalista Unita      | 788 881    | 1,92  |
| Totale              | Totale                           | 41 066 884 | 100   |